# Лілует 1
Лілует 1 (англ. Lillooet 1) — індіанська резервація в Канаді, у провінції Британська Колумбія, у межах регіонального округу Сквоміш-Лілует.

## Населення
За даними перепису 2016 року, індіанська резервація нараховувала 243 особи, показавши зростання на 9,5%, порівняно з 2011-м роком. Середня густина населення становила 65,9 осіб/км².
З офіційних мов обидвома одночасно не володів жоден з жителів, тільки англійською — 240. Усього 10 осіб вважали рідною мовою не одну з офіційних, з них 5 — одну з корінних мов.
Працездатне населення становило 47,2% усього населення, рівень безробіття — 29,4%.

## Клімат
Середня річна температура становить 7,9°C, середня максимальна – 22,8°C, а середня мінімальна – -10,7°C. Середня річна кількість опадів – 379 мм.
| Клімат поселення                              | Клімат поселення | Клімат поселення | Клімат поселення | Клімат поселення | Клімат поселення | Клімат поселення | Клімат поселення | Клімат поселення | Клімат поселення | Клімат поселення | Клімат поселення | Клімат поселення | Клімат поселення |
| Показник                                      | Січ.             | Лют.             | Бер.             | Квіт.            | Трав.            | Черв.            | Лип.             | Серп.            | Вер.             | Жовт.            | Лист.            | Груд.            |                  |
| Середній максимум, °C                         | 2,78             | 6,32             | 10,40            | 14,64            | 19,01            | 22,80            | 22,02            | 22,01            | 17,37            | 11,24            | 4,40             | −0,49            |                  |
| Середня температура, °C                       | −3,95            | −0,41            | 3,67             | 7,91             | 12,29            | 16,06            | 19,04            | 19,04            | 14,38            | 8,25             | 1,42             | −3,46            |                  |
| Середній мінімум, °C                          | −10,69           | −7,14            | −3,06            | 1,16             | 5,54             | 9,34             | 16,05            | 16,03            | 11,38            | 5,27             | −1,59            | −6,46            |                  |
| Норма опадів, мм                              | 41               | 25               | 19               | 22               | 26               | 31               | 33               | 28               | 27               | 34               | 46               | 47               |                  |
| Середньомісячна швидкість вітру, м/с          | 2.10             | 2.12             | 2.43             | 2.71             | 2.51             | 2.33             | 2.21             | 1.99             | 1.83             | 2.05             | 2.20             | 2.10             |                  |
| Середньомісячна сонячна радіація, кДж/м²·день | 3036             | 6165             | 10715            | 15741            | 19373            | 20980            | 21935            | 18532            | 13033            | 7235             | 3420             | 2378             |                  |
| --------------------------------------------- | ---------------- | ---------------- | ---------------- | ---------------- | ---------------- | ---------------- | ---------------- | ---------------- | ---------------- | ---------------- | ---------------- | ---------------- | ---------------- |
| Джерело:                                      |                  |                  |                  |                  |                  |                  |                  |                  |                  |                  |                  |                  |                  |